# 電槍

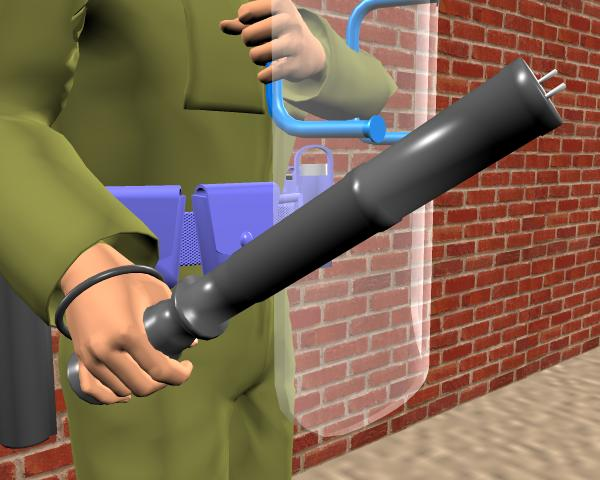

電擊棒，又稱為電擊槍，是一種低致命性武器，以電流作為攻擊動能，令到被攻擊者被電擊而失去反擊能力。
電擊棒在某些國家是保安及警察的常規武器或者防暴裝備；亦有一些國家認為使用電擊棒為不人道。部份國家開放給一般人購買使用，但一些國家、地區完全禁止，例如香港及澳門不允許入境旅客攜帶，無論隨身攜帶或是放置於托運行李中。
電擊棒雖然屬於低致命性武器，但仍有人因被電擊槍電擊後死亡

## 泰瑟枪

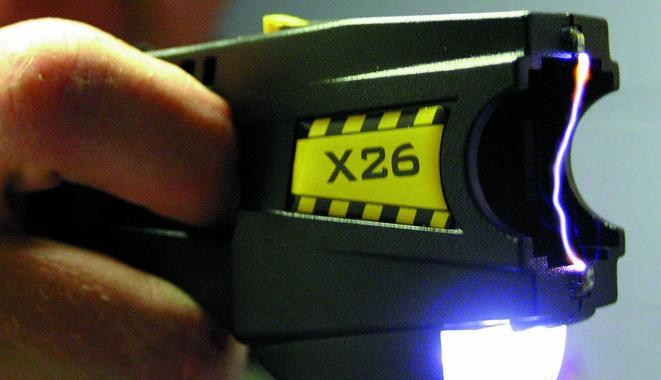
Taser X26

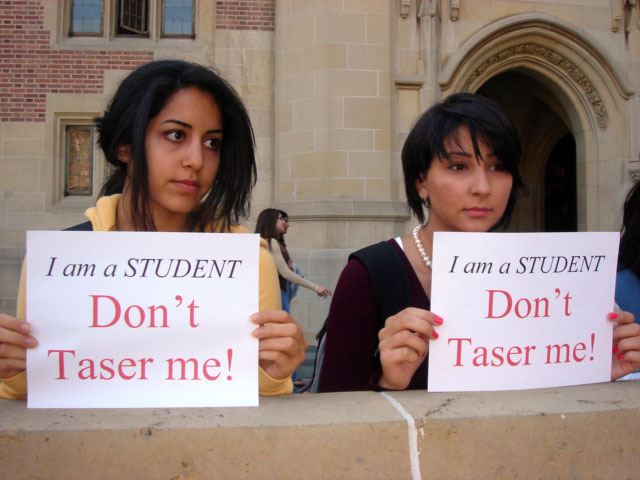
反對泰瑟枪(Taser)的抗議

泰瑟（Taser）是一種與電擊棒完全不同的武器，雖然兩者同樣是利用電流作為攻擊動能，但是泰瑟枪在發射後會有兩支針頭連導線直接擊進對方體內，繼而利用電流擊倒對方。

## 另見
- 電蚊拍